# Andy Gibb
Andrew Roy Gibb (Manchester, 5 de març del 1958 - Oxford, 10 de març del 1988) va ser cantant i compositor de música pop. Andy era germà de Barry, Robin i Maurice, els components dels Bee Gees, un dels millors i més coneguts grups de la història. A causa de les drogues que havia pres en alguns moments de la seva vida, Andy tenia una salut delicada i va morir de miocarditis.

## Discografia
- Flowing Rivers, 1977, amb I Just Want to Be Your Everything, número 1 als EUA.
- Shadow Dancing, 1978, amb Love Is Thicker Than Water i Shadow Dancing, totes dues també número 1 als EUA.
- After Dark, 1979, amb l'èxit internacional Desire.

## Guardons
Nominacions
- 1978: Grammy al millor nou artista